# Jakov Jurišić
Jakov Jurišić (Bijelo Brdo, Derventa, 19. srpnja 1948. – Sarajevo, 27. listopada 1993.) bio je hrvatski pjesnik, esejist iz BiH. Pisao je i književnu kritiku.

## Životopis
Studirao na Veterinarskom fakultetu u Sarajevu. Stalni književni kritičar Oslobođenja (1971. – 1974.) i revije Odjek (1974. – 1979.), te urednik Naših dana, Lica, Života i Vesele sveske. Ubijen u sarajevskom naselju Grbavica.

## Djela
- Grob koji traje (pjesme, 1972.)
- Suteren bebe (pjesme, 1975.)
- Kritički zarez (kritike, 1979.)
- Dom radosti dom plača (pjesme, 1985.)
- Kućni prag (pjesme, 1985.)
- Dnevnik dječaka Grge (priče za mladež, 1985.)
- Grob koji traje (pjesme, 2000.)